# Wapen van Belo Horizonte

Wapen van Belo Horizonte

Het wapen van Belo Horizonte werd op 16 augustus 1995 aangenomen per wet nummer 6.983. Het wapen is sindsdien het symbool van de Braziliaanse gemeente Belo Horizonte. Het wapen toont als een van de weinige Braziliaanse wapens een muurkroon met vijf kantelen. In Brazilië is dit voorbehouden aan hoofdsteden van staten. 

## Symboliek
Het wapen bevat meerdere symbolen
- Vorm: de vorm van het schild is een verwijzing naar de oorsprong van de Brazilië als Portugese kolonie;
- De blauwe achtergrond met daarin het silhouet van de Serra do Curral waarachter de zon opkomt;
- Het schildhoofd is goud met daarop een gelijkzijdige rode driehoek, die verwijst naar de drang naar vrijheid van de beweging die in 1789 zonder succes voor afscheiding ijverde;
- Op het rode lint staat in zilveren letters als eerste de datum waarop de staat Minas Gerais opgericht werd, 17-12-1893, en daarna de datum waarop Belo Horizonte werd aangewezen als hoofdstad van de staat Minas Gerais, 12-12-1897.
- De muurkroon heeft vijf kantelen als teken dat Belo Horizonte de hoofdstad is.